# Jan Bořil
Jan Bořil (ur. 11 stycznia 1991 w Nymburku) – czeski piłkarz występujący na pozycji prawego obrońcy w Slavii Praga.